# Armenhuis

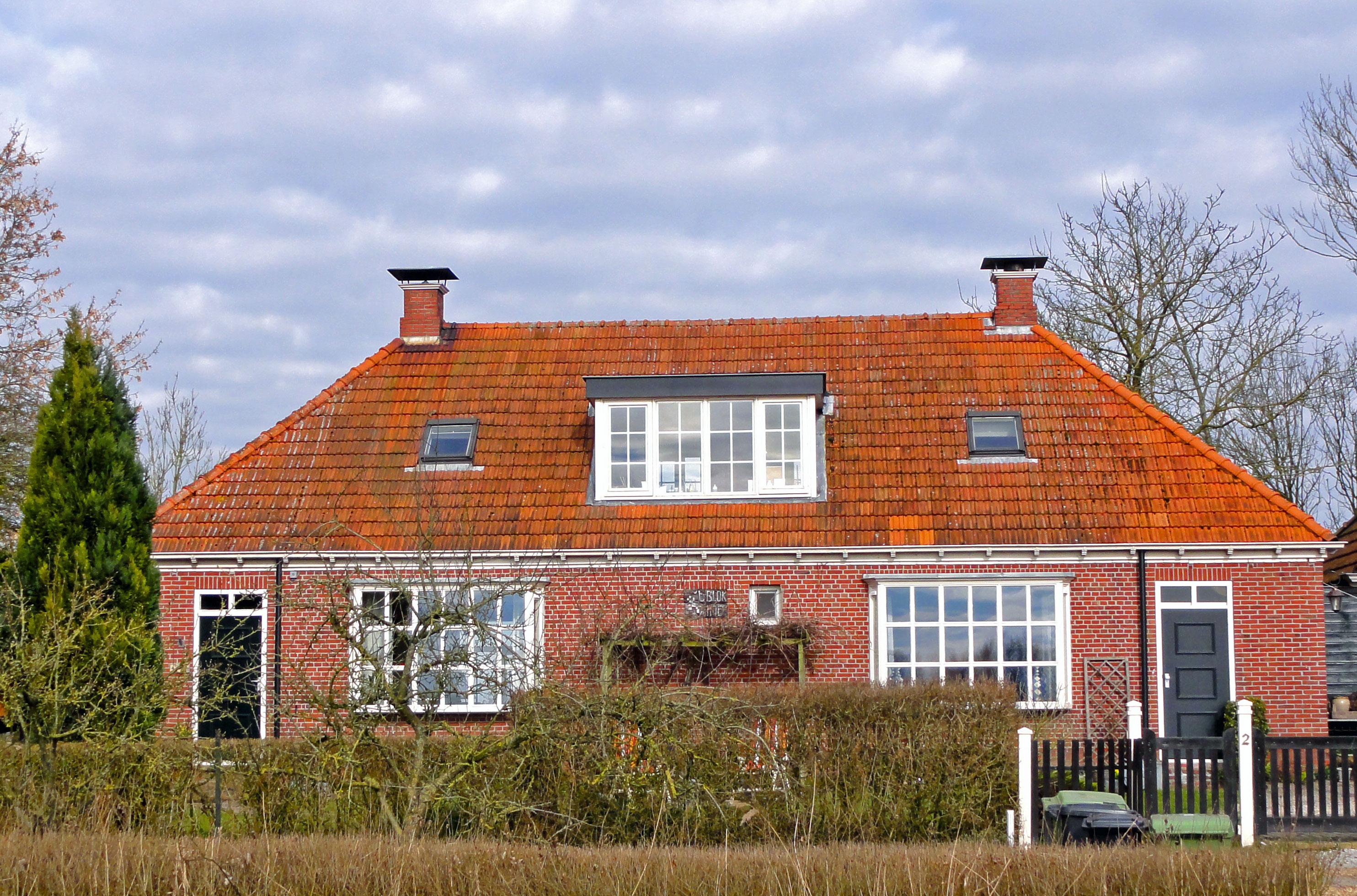
Armenhuis Blokhoes 't Stort, het gemeentelijk armenhuis in Leens

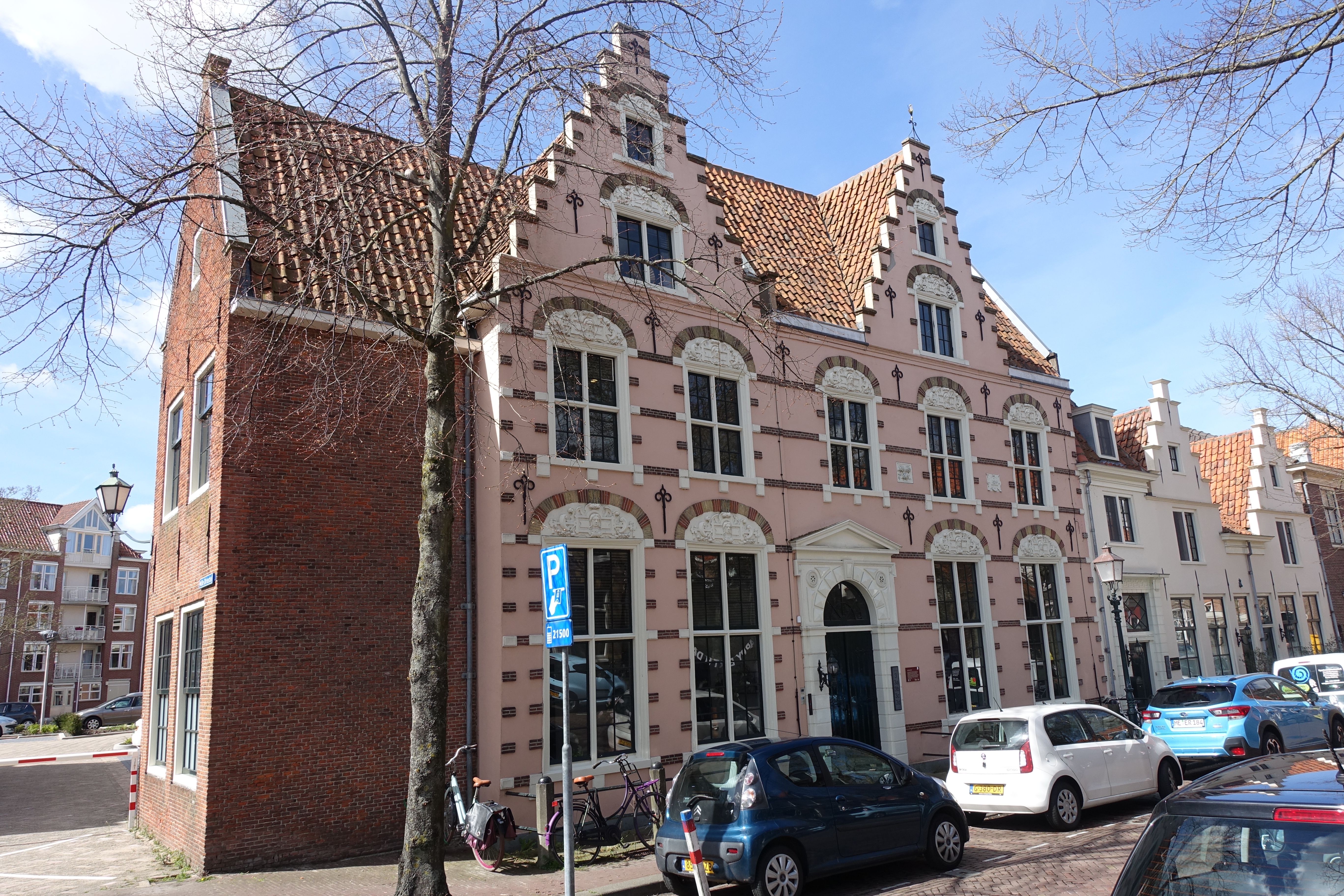
Het voormalige Diaconiehuis in Hoorn

Een armenhuis of diaconiehuis (soms ook aalmoezeniershuis genoemd) was vanaf de middeleeuwen in Nederland en België een tehuis voor een aantal minvermogende mensen.

## Doelstelling
De instelling was bedoeld om onderdak te bieden aan mensen die niet voor zichzelf konden zorgen. Hierdoor werden bedelaars en zwervers van de straat gehouden. De mensen die op het adres waren ingeschreven leefden veelal in primitieve omstandigheden en kregen van de lokale armenzorg op regelmatige tijden eten, brandstof en kleding. In ruil daarvoor moesten de bewoners vaak werken, meestal voor een schamel loon.

## Stichting
Armenhuizen werden in steden vaak gesticht vanuit het gemeentebestuur en stonden dan onder toezicht van de schout. Ook waren er instellingen die vanuit kerkgenootschappen tot stand kwamen. Het Diaconiehuis in Hoorn is daar een voorbeeld van. In tegenstelling tot een gasthuis, dat bedoeld was voor tijdelijk verblijf van zwervers, zieken en reizigers, was het armenhuis specifiek op hulpbehoevenden gericht en soms voor permanente opvang.

## Voorbeeld
Een voorbeeld uit de middeleeuwen is het armenhuis in Deurne. Daar stichtte in 1505 schout Gevert van Doerne bij testament een armenhuis in zijn huis gelegen bij de kerk ‘aen Boegaerts cruys’ tot verblijf van drie of vier arme mensen ‘die egeen broot gewijnnen en konnen’. Het werd in 1701 vermeld als gelegen ‘op den Corten Steenweg’ en bestond uit drie kleine huisjes. Ze zijn steeds van de H. Geestarmen van Deurne (de 'Armentafel', een van oorsprong kerkelijke instelling die zich bezighield met de plaatselijke armenzorg) gebleven tot de afbraak in 1837.
Een zeer oude vrouw die in een Zutphens armenhuis, of mogelijk toch in een proveniershuis, zou hebben gewoond was Aerm Ariaentje.